# 카야한
카야한 아차르(Kayahan Açar; 1955년 5월 31일 ~ 2015년 4월 3일)는 튀르키예의 가수이다. 유로비전 송 콘테스트 1990에서 터키 대표로 참가했다.